# Saint-Gilles (Indre)
Saint-Gilles település Franciaországban, Indre megyében. Lakosainak száma 92 fő (2022. január 1.). Saint-Gilles Chazelet, Parnac, Roussines, Saint-Civran és Vigoux községekkel határos.

## Népesség
A település népessége az elmúlt években az alábbi módon változott:
| Lakosok száma | 185  | 147  | 135  | 96   | 113  | 107  | 110  | 100  | 95   | 92   |
|               | 1968 | 1982 | 1990 | 2006 | 2013 | 2015 | 2017 | 2019 | 2020 | 2022 |